# Mad About the Man
Mad About the Man — студийный альбом американской певицы Кармен Макрей, выпущенный в 1958 году на лейбле Decca Records. Альбом посвящён творчеству британского композитора Ноэля Кауарда. Аранжировки Джека Плиса.

## Отзывы критиков
| Оценки критиков               | Оценки критиков |
| Источник                      | Оценка          |
| ----------------------------- | --------------- |
| AllMusic                      | [ 1 ]           |
| Billboard                     | [ 2 ]           |
| Encyclopedia of Popular Music | [ 3 ]           |

Рецензент AllMusic Джейсон Анкени пишет, что Кармен Макрей и Ноэль Кауард — «это идеальное сочетание, объединяющее два остроумных, утонченных таланта, способных к замечательному выражению необузданной эмоциональной силы. Умные, но тонкие аранжировки Джека Плейса эффективно используют пианиста Рэя Брайанта, трубача Чарли Шейверса, басиста Айка Айзекса и барабанщика Чарльза „Спекса“ Райта, создавая теплую, естественную обстановку для порой архаичного материала Кауарда, и Макрей находится на абсолютном пике своей игры, интерпретируя такие песни, как „I’ll See You Again“, „Poor Little Rich Girl“ и „A Room with a View“ с непринужденным стилем и изяществом». В обзоре Cash Box сказано: «Вокалу Мисс Макрей, вдохновленному джазом, умело помогает первоклассное дирижирование Плейса. Эмоционально заряженный стиль мисс Макрей звучит очень эффектно. Описанием всего сета является песня „Mad About The Boy“, которая была исполнена исключительно тепло. Звёздный вокал». В журнале HiFi & Music Review отметили, что этот альбом Кармен Макрей, состоящий из дюжины замечательных песен Ноэля Кауарда, представляет собой наиболее удачное слияние джазовой певицы и работы «ультралегального» композитора. Все песни в полной мере пользуются заслуженной славой мисс Макрей, и нежное, пронзительное звучание её голоса редко звучало лучше.
В ретроспективном обзоре Stereo Review 1975 года Джоэль Вэнс пишет: «Подход Кармен Макрей к этой подборке лучших песен Ноэля Кауарда — это подход джазовой певицы из кабаре. Её мастерство и артистизм неоспоримы, но мне интересно, подходит песням Кауарда. Можно сделать кабаре/джазовую версию практически чего угодно, как доказали слишком многие артисты кабаре/джаза, часто с нелепыми результатами, на протяжении многих лет. Но песни Кауарда требуют точности дикции (которой обладает мисс Макрей) и нормативного сценического стиля пения, который является довольно формальным и, на данный момент, довольно старомодным, но, тем не менее, возвышенным».

## Список композиций
Слова и музыка всех песен Ноэля Кауарда.
1. «I’ll See You Again» — 2:42
2. «Zigeuner» — 2:41
3. «Some Day I’ll Find You» — 2:57
4. «Room with a View» — 2:45
5. «World Weary» — 2:56
6. «I Can’t Do Anything at All» — 3:00
7. «Mad About the Boy» — 4:11
8. «Poor Little Rich Girl» — 3:04
9. «I’ll Follow My Secret Heart» — 2:45
10. «If Love Were All» — 2:51
11. «Why Does Love Get in the Way?» — 2:35
12. «Never Again» — 2:49

## Участники записи
- Кармен Макрей — вокал
- Джека Плиса[англ.] — аранжировка
- Чарли Шейверс[англ.] — труба
- Айк Айзекс[англ.] — контрабас
- Рэй Брайант — фортепиано
- Спекс Райт[англ.] — ударные